# Achramorpha antarctica
Achramorpha antarctica és una espècie d'esponja calcària, marina i amb espícules formades per carbonat de calci. L'esponja pertany al gènere Achramorpha i a la família Achramorphidae. El nom científic de l'espècie va ser publicat per primera vegada el 2019 per Alvizu, Xavier i Rapp.